# Symphony of Death
Symphony of Death EP je njemačkog heavy metal sastava Grave Digger. Diskografska kuća GUN Records objavila ga je 18. travnja 1994.

## Popis pjesama
| 1.    | »Intro« (instrumentalna skladba) | 0:57 |
| 2.    | »Symphony of Death«              | 4:26 |
| 3.    | »Back to the Roots«              | 4:27 |
| 4.    | »House of Horror«                | 3:36 |
| 5.    | »Shout It Out«                   | 3:09 |
| 6.    | »World of Fools«                 | 5:05 |
| 7.    | »Wild and Dangerous«             | 2:45 |
| 24:25 |                                  |      |

## Zasluge
Grave Digger
- Chris Boltendahl – vokal
- Uwe Lulis – gitara
- Tomi Göttlich – bas-gitara
- Jörg Michael – bubnjevi

Ostalo osoblje
- Piet Sielck – produkcija
- Andreas Marschall – naslovnica albuma